# Четириъгълен замък
Четириъгълният замък е тип замък, характеризиращ се с крила от сгради край крепостните стени, с вътрешен двор и обикновено с кули по ъглите. Няма донжон, а обикновено портата не изпъква. Четиръгълният замък се среща в средата и края на 14 век и показва преминаването от защитни сгради към богато украсени господарски къщи.
Четириъгълните замъци представляват сложен начин за планиране на вътрешното пространство в замъка.